# Filaret (Gumilewski)
Filaret, imię świeckie Dmitrij Grigorjewicz Gumilewski (ur. 11 października?/23 października 1805 w Konobiejewce, zm. 28 lipca?/9 sierpnia 1866 w Konotopie) – rosyjski biskup prawosławny, historyk Rosyjskiego Kościoła Prawosławnego, święty tegoż Kościoła.

## Życiorys

### Młodość i wczesna działalność
Był synem kapłana prawosławnego. Imię świeckie Dmitrij otrzymał na chrzcie na cześć św. Dymitra z Tesaloniki. Już w dzieciństwie chłopiec był wdrażany przez ojca do pomocniczej służby w parafialnej cerkwi, zaś w wieku siedmiu lat został oddany na naukę do hierodiakona Nikona, mieszkańca pustelni Zaśnięcia Matki Bożej w Wyszy. Następnie rozpoczął naukę w szkole duchownej w Szacku, gdzie biskup tambowski Jonasz zmienił jego rodowe nazwisko Konobiejewski na Gumilewski. Ojciec Dmitrija planował, że syn zostanie duchownym żonatym i przejmie po nim parafię. Początkowo przyszły biskup faktycznie poszukiwał przyszłej małżonki, ostatecznie jednak zdecydował się na kontynuowanie edukacji teologicznej i wstąpienie do monasteru. W 1826 został przyjęty do Moskiewskiej Akademii Duchownej, zaś po jej ukończeniu, 19 sierpnia 1829, złożył wieczyste śluby mnisze przed metropolitą moskiewskim Filaretem. Hierarcha ten w szczególny sposób opiekował się młodym mnichem, pragnąc, by ten został w przyszłości jego następcą. 3 lutego 1830 Filaret (Gumilewski) został wyświęcony na hierodiakona, zaś 29 czerwca – na hieromnicha.
Jeszcze w czasie studiów duchowny został zatrudniony w Moskiewskiej Akademii Duchownej jako bibliotekarz, a po uzyskaniu końcowego dyplomu wyznaczony na cenzora uczelni i wykładowcę historii Cerkwi prawosławnej. Formalnie został zaliczony w poczet mnichów Monasteru Dońskiego. W 1832 został przeniesiony do katedry Pisma Świętego, zaś po roku został wykładowcą teologii dogmatycznej i moralnej. W 1833 objął stanowisko inspektora Moskiewskiej Akademii Duchownej i zgodnie ze zwyczajem został równocześnie mianowany przełożonym monasteru Objawienia Pańskiego w Moskwie. Po dwóch latach awansował na rektora Akademii, otrzymując równocześnie godność archimandryty. W tym samym roku przeprowadził kontrolę wewnętrzną w seminariach duchownych przy Pustelni Wifańskiej, w Wołogdzie, Jarosławiu, Kostromie i Tambowie.

### Biskup
Dzięki protekcji metropolity moskiewskiego Filareta w październiku 1841 rektor Moskiewskiej Akademii Duchownej został nominowany na biskupa ryskiego, wikariusza eparchii pskowskiej. Metropolita Filaret wskazał na niego z uwagi na jego znajomość języka niemieckiego i niemieckiej teologii protestanckiej. Filaret (Gumilewski) przyjął chirotonię biskupią 21 grudnia 1841 w soborze Kazańskiej Ikony Matki Bożej w Petersburgu. Na ziemiach łotewskich i estońskich otworzył 63 nowe parafie z 20 wolno stojącymi cerkwiami oraz 43 tymczasowymi świątyniami. Jego działalność sprawiła, iż znalazł się w konflikcie z miejscową niemiecką szlachtą i w 1848 został przeniesiony na katedrę charkowską. W nowej eparchii opiekował się szkołami duchownymi, dbał o funkcjonowanie seminariów duchownych i monasterów, wznosił nowe cerkwie i odnawiał już istniejące. W 1857 otrzymał godność arcybiskupią. Dwa lata później przeniesiony na katedrę czernihowską i nieżyńską, gdzie prowadził analogiczną działalność. Prowadził także pracę duszpasterską w więzieniach. Był również znany jako znakomity kaznodzieja. Szczególną sławę zyskały jego kazania pasyjne, jakie wygłaszał w okresie Wielkiego Postu.
Zmarł w Konotopie w czasie epidemii cholery, gdy wiedząc o rozprzestrzeniającej się chorobie udał się w objazd eparchii, pragnąc duchowo wspierać wiernych. Jego ciało zostało przewiezione z Konotopu do Czernihowa w asyście tłumów wiernych (łącznie na różnych odcinkach drogi przy trumnie duchownego zgromadziło się do 12 tys. osób).

## Działalność literacka i naukowa
Filaret (Gumilewski) jest autorem jednej z pierwszych naukowych syntez historii Rosyjskiego Kościoła Prawosławnego, zatytułowej Istorija Russkoj Cerkwi w piati pieriodach. Biskup opracował także podręcznik teologii dogmatycznej Prawosławnoje dogmaticzeskoje bogosłowije, żywoty świętych Dymitra Rostowskiego, Cyryla i Metodego, Mitrofana z Woroneża, Sergiusza z Radoneża, świętych południowosłowiańskich, opisy statystyczne eparchii czernihowskiej i charkowskiej. Wydał ponadto zbiory swoich homilii.

## Kanonizacja
W 2009 Ukraiński Kościół Prawosławny Patriarchatu Moskiewskiego uznał Filareta (Gumilewskiego) za świętego czczonego lokalnie w eparchii czernihowskiej. Akt kanonizacji przeprowadził metropolita kijowski i całej Ukrainy Włodzimierz. W 2017 r. jego kult rozszerzono na cały Patriarchat Moskiewski.